# Unwan di Brema
Unwan, chiamato anche Unnonus (... – Brema, 27 gennaio 1029), fu arcivescovo di Amburgo-Brema dal 2 febbraio 1013.

## Biografia
Unwan apparteneva alla stirpe degli Immedingi ed era imparentato con il vescovo Meinwerk di Paderborn e con la contessa e santa Emma di Lesum. Suo padre era probabilmente il conte palatino Teodorico di Sassonia.
Fu prima canonico a Paderborn e forse a Hildesheim. Su raccomandazione di Meinwerk, divenne cappellano reale di Enrico II, che lo nominò vescovo al posto del vicedominus Ottone, eletto dal capitolo della cattedrale. Unwan ricevette il pallio da papa Benedetto VIII.
Nel 1013 donò al re i propri beni a Moringen, Bernshausen in Liesgau e Hohnstedt, affinché li trasmettesse a Paderborn. I possedimenti provenivano probabilmente dall'eredità immedingia, poiché non sono lontani dal castello di Plesse, un punto chiave degli allodi immedingi. Unwan introdusse la regola di Aquisgrana (Institutiones Aquisgranenses) in tutte le canoniche della sua diocesi. Intorno al 1015 iniziò la ricostruzione di Amburgo, che era stata distrutta nel 983 e nuovamente saccheggiata nel 1012. Nel 1019/20 mediò la pace tra Enrico II e i Billunghi dopo le rivolte di Tietmaro e Bernardo II.